# Michaił Guriewicz (konstruktor lotniczy)

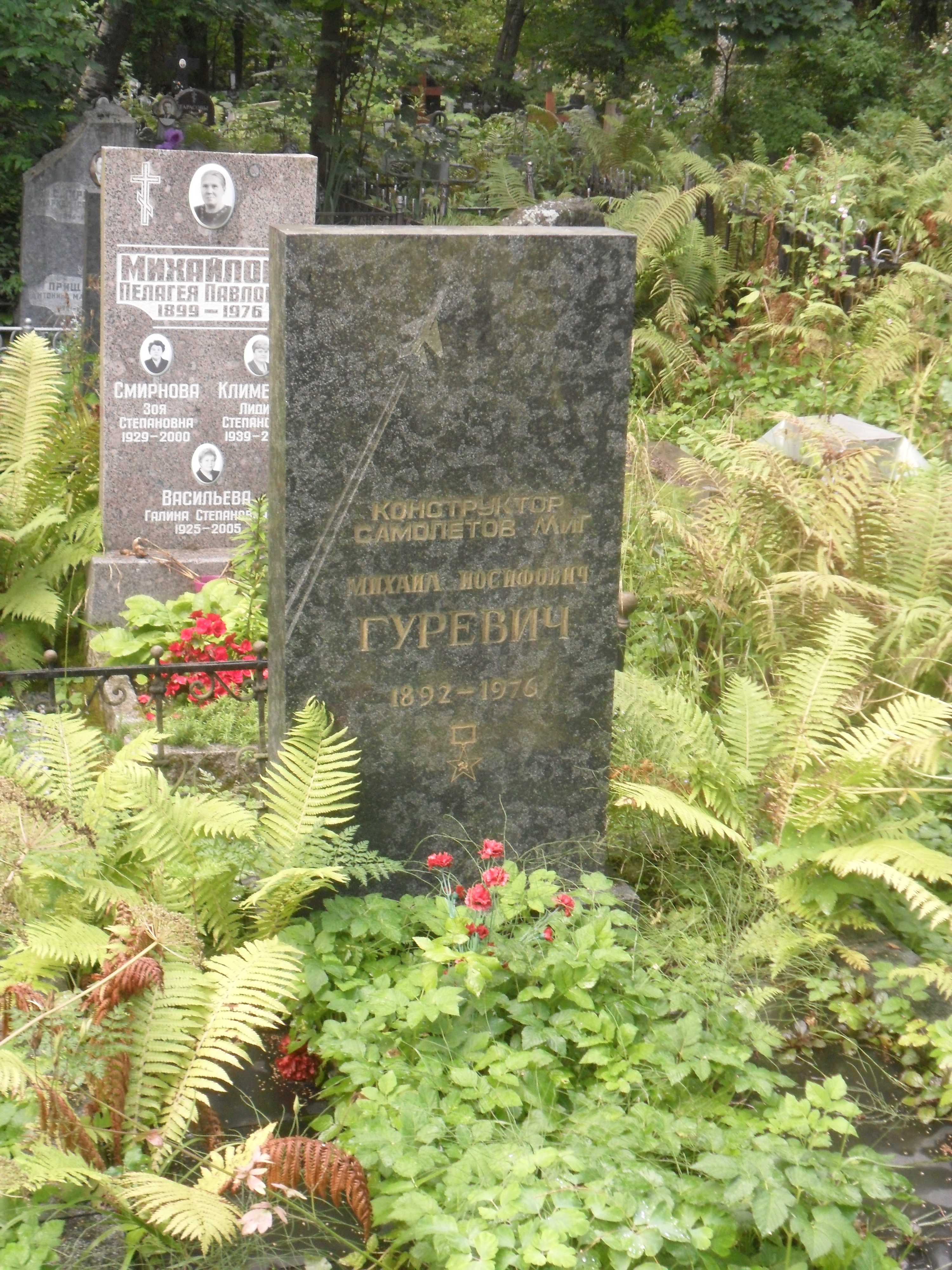
Mogiła Michaiła Gurewicza na Cmеntarzu Serafimskim w Sankt Pertersburgu

Michaił Iosifowicz Guriewicz (ros. Михаил Иосифович Гуревич; ur. 19 grudnia?/31 grudnia 1892 we wsi Rubanszczina, zm. 21 listopada 1976 w Leningradzie) – radziecki konstruktor lotniczy, inżynier, Doktor nauk technicznych (1964), Bohater Pracy Socjalistycznej (1957).

## Życiorys
Urodził się 31 grudnia 1892 (12 stycznia 1893) we wsi Rubanszczina w pobliżu Kurska, ówcześnie na terenie Imperium Rosyjskiego. W 1910 ukończył z wyróżnieniem gimnazjum w Achtyrce i wstąpił na Wydział Matematyczny Uniwersytetu w Charkowie. W 1912 wyjechał do Francji, gdzie podjął studia na Wydziale Matematycznym Uniwersytetu w Montpellier. Latem 1914 przyjechał do domu na wakacje, ale z powodu wybuchu I wojny światowej nie mógł wrócić na uniwersytet. W 1917 kontynuował naukę na Politechnice w Charkowie, którą ukończył w 1925. W tym okresie zainteresował się lotnictwem. Po ukończeniu studiów, nie mogąc znaleźć pracy w swojej specjalności wyjechał do Moskwy. Od 1929 pracował jako projektant w różnych biurach konstrukcyjnych.
W latach 1936–1937 pracował w Stanach Zjednoczonych w zakładach Douglas, a następnie Glenn L. Martin Company. Po powrocie do Związku Radzieckiego uczestniczył w pracach nad produkcją i rozwojem Li-2 (licencja DC-3). W 1937 rozpoczął pracę w biurze Nikołaja Polikarpowa, gdzie poznał Artioma Mikojana. W grudniu 1939 obaj konstruktorzy utworzyli, nowe, wspólne biuro projektujące samoloty pod oznaczeniem MiG.
W latach 1949–1961 pracował nad rozwojem uskrzydlonych pocisków manewrujących (podobnych do V-1 czy Tomahawk). 1 lipca 1964 opuścił stworzone przez siebie biuro przechodząc na emeryturę.
Zmarł 21 listopada 1976 w Leningradzie i został pochowany na Cmentarzu Serafimowskim.

## Odznaczenia
- Złoty Medal „Sierp i Młot” Bohatera Pracy Socjalistycznej (12 czerwca 1957)
- Order Lenina – czterokrotnie
- Order Czerwonego Sztandaru Pracy – dwukrotnie
- Order Czerwonej Gwiazdy
- Nagroda Leninowska (1962)
- Nagroda Stalinowska – sześciokrotnie (1941, 1947, 1948, 1949, 1952, 1953)
- I inne